# فائز إسماعيل
فائز إسماعيل (1923 - 23 ديسمبر 2016) مفكر قومي عربي سوري تعود أصوله إلى مدينة أنطاكية في لواء اسكندرون.
فتح عينه على الظلم القومي الذي تعرضت له البلاد ولا سيما في اللواء الذي سلخته فرنسا وبريطانيا من وطنه الأم سورية لتعطيه لتركيا ثمناً لخوضها الحرب العالمية الأولى معها، حيث شكلت الأحداث القومية البذور الأولى للوعي القومي والنضال المسؤول الذي رافقه طيلة حياته المليئة بالنضال والهجرة من إنطاكية إلى وطنه الأم سورية ، ثم إلى القطر العراقي، ثم إلى حلب واستقر به المقام في دمشق.
شارك بتأسيس عصبة العمل القومي في بداية الثلاثينات مع الأستاذ زكي الأرسوزي ووهيب الغانم، وكان الثلاثة أول من طرح فكرة البعث العربي في الوقت الذي كان فيه ميشيل عفلق وصلاح البيطار يطرحان فكرة الإحياء العربي تقليدا لكلمة البعث. توافقت المجموعة لاحقاً بعد حوار على اسم البعث العربي.
دخل كلية الحقوق في بغداد، وكتب في الصحف العراقية التالية: لواء الاستقلال – اليقظة - الشرق – الوطن – الآراء – السجل – مجلة عالم الغد، وكانت كتاباته تتعلق بالدعوة إلى القومية العربية وله مقالات مشهورة (عروبتنا ووجودنا – وجودنا وقوميتنا – قوميتنا سبيلنا إلى الوحدة).
وكان المؤسس الوحيد لحزب البعث العربي في العراق منذ عام 1944 ولغاية 1950 و المسؤول التنظيمي عن أعداد الكوادر المنظمة وأيضا المسؤول عن التثقيف الفكري، ولم يكن معه أحد يشاركه في بناء التنظيم، فأخذ على عاتقه تنظيم الخلايا الطلابية السرية وبعض العمال وايضا بعض الطلاب العرب الذين كانوا يوفـَدُون من الدول العربية ولهذا أنتشر حزب البعث العربي الاشتراكي في بعض الدول العربية، إضافة لبناء التنظيم في مدن العراق والجامعات والمدارس وخاض المعارك في العراق ولاسيما حينما حاول حكام العراق آنذاك وسلطات الاحتلال الإنكليزي إبرام معاهدة (( بورتسماوث )) وسجن وهدد بالفصل من الجامعة، ولم يغادر القطر العراقي في 1950 م إلا بعد أن أصبح حزب البعث في العراق فرعاً كاملاً وله قياداته وشعبه وهياكله التنظيمية.
وكان من المدعوين لحضور المؤتمر التأسيسي لحزب البعث العربي عام 1947 في دمشق.
وارتأت قيادة البعث بدمشق أن يبقى الموجه والقائد لحزب البعث في العراق واستمر عامين كاملين بعد مجيئه إلىسوريا في هذه المسؤولية إضافة إلى قيادته لفرع حلب.
وخاض فائز إسماعيل معركة التأميم مع الطلاب والعمال بمظاهرة مشهودة ضمت الآلاف اصطدمت برجال الأمن ذهب ضحيتها العديد من القتلى والجرحى، ولما كانت مدينة حلب قلعة حزب الشعب الحاكم آنذاك فقد سارعت القيادة الحاكمة بنفس اليوم بالذهاب إلى حلب، وحتى تهدأ النفوس وتمتص نقمة الشعب رضخت لمطالب البعث والشعب في مدينة حلب وقررت الموافقة على تأميم شركة الريجي الفرنسية للتبغ، وشركة الكهرباء الفرنسية، وشركة الترام للمواصلات وبذلك تحقق أول تأميم للوطن العربي في مدينة حلب ومن خلال ضغط القوى الشعبية على السلطات الحاكمة.
وسجن فائز إسماعيل مرات عديدة في عهد الديكتاتور أديب الشيشكلي، وأطول فترة سجن كانت له ستة أشهر وعشرة أيام لأنه كان يقود التنظيم السري في شمال سورية وشرقها (محافظات حلب وإدلب ودير الزور والرقة والجزيرة) بالإضافة إلى إشرافه على فرقة أنقرة في تركيا.
وبعد الانفصال المشؤوم عام 1961 الذي قصم عرى الوحدة السورية المصرية التي قامت عام 1958 بقيادة الرئيس جمال عبد الناصر، بادر فورا إلى تنظيم حزب جديد ضد الانفصال سمي حزب الوحدويين الاشتراكيين ولا يزال يشغل منصب الأمين العام للحزب لتاريخه، كما تعرض للعديد من الظلم والإرهاب نتيجة لمواقفه القومية الوحدوية، وزار اغلب السجون وأقبية التعذيب في عهد الدكتاتوريات وطوال عهد الانفصال، ونذر نفسه ووقته للفكر القومي الوحدوي الذي كتب فيه المؤلفات، وحاضر بالندوات، وعمل جاهداً من خلال حزبه الوحدوي إلى إعداد الكوادر والقيادات المؤهلة للدعوة إلى الوحدة، ولبناء الإنسان العربي الوحدوي، وربما كان القائد الحزبي الوحيد الذي انصرف إلى توجيه وإعداد دراسات خاصة بالمناضلين تتعلق بأخلاق العضو الحزبي وعدم قبوله المساعدات الخارجية حتى ولو كانت من عبد الناصر وهو القائل ( النضال لا يباع ولا يشترى وإننا نسد حاجات معتقلينا ومناضلينا من اشتراكات الحزب).
وكان تعداد الوحدويين الاشتراكيين في سورية قد بلغ خمسة وثلاثين ألف عضو، ذلك أنه استقطب أغلب الوحدويين في القطر وهذا يدل على تواجدهم الكبير في الساحة السياسية رغم أنه حزب سري وضد السلطة الحاكمة (حكم الانفصال). وكان لحزب الوحدويين حضور كبير في نجاح ثورة 8 آذار 1963 م وإسقاط حكم الانفصال واستلام حزب البعث العربي الاشتراكي السلطة في سورية.
وجرت مفاوضات بين قيادة حزب البعث وفائز إسماعيل الأمين العام لحزب الوحدويين الاشتراكيين من أجل دمج الوحدويين بحزب البعث لكنها باءت بالفشل لأن قيادة حزب البعث آن ذاك لم تقبل العودة إلى الوحدة مع الرئيس جمال عبد الناصر.
و عُرِضَ عليه الاشتراك في مجلس الشعب فرفض، وحين أعلن أسمه رسمياً من خلال الإعلام لعضوية المجلس الوطني ( مجلس الشعب ) أرسل اعتذارً رسمياً يرفض فيه دخول هذا المجلس عام 1965 م.
وحينما قامت حركة 23 شباط 1966م كان فائز إسماعيل على علاقة جيدة بالرئيس حافظ الأسد وقيادة حزب البعث، وتعاونوا معه بمجالات كثيرة، وطُلِبَ منه دخول الوزارة لكنه أعتذر، وسمّى من أعضاء حزبه وزراء يمثلونه، وحين أصروا عليه على دخول الوزارة أشترط عليهم الأمور التالية :
1. أن تقوم مفاوضات مع جمال عبد الناصر رئيس جمهورية مصر من أجل إعادة الوحدة.
2. أن تكون الوزارة شعبية وبالاسم ( وزارة الشؤون البلدية والقروية ) لخدمة الناس البسطاء.
3. أن يمثل حزب الوحدويين الاشتراكيين بوزارتين.

ولذلك أستلم مهام وزير الشؤون البلدية والقروية عام 1967م، ومثل الحزب في وزارة الصحة أيضا.
وبعد نجاح الحركة التصحيحية في 16 تشرين الثاني عام 1970م وتسلم الرئيس حافظ الأسد مقاليد الحكم في سورية كان التعاون كبيراً مع الرئيس الأسد وتحقق من خلال حافظ الأسد أكبر إنجاز وطني في القطر وهو قيام الجبهة الوطنية التقدمية.
ولا يزال فائز إسماعيل عضو القيادة المركزية للجبهة الوطنية التقدمية والأمين العام لحزب الوحدويين الاشتراكيين يمارس مهامه على أكمل وجه ويسمي وزراءه في الحكومة وأعضاء مجلس الشعب والمكاتب التنفيذية والنقابات عن حزبه، ويحظى فائز إسماعيل عند الوحدويين الاشتراكيين بمهابة ومكانة عظيمة، كما يحظى باحترام كبير لدى البعث والبعثيين على اعتباره من الرعيل المؤسس لحزب البعث.
وتصدر له جريدة الوحدوي منبر الوحدة والوحدويين يكتب فيها مقاله الأسبوعي مع نخبة من رجال الفكر والقلم، يبلغ من العمر 90عام متزوج وله 3 أولاد وله الكثير من الأتباع والمناضلين والصداقات الواسعة مع كتّاب ومفكري الوطن العربي.
وكان لحزب الوحدويين الاشتراكيين وجود في الأردن ولبنان ومصر واليمن.
ومن أهم أعمال المفكر فائز إسماعيل على المستوى الفكري والثقافي المؤلفات والإصدارات التالية:
1. بعض النتائج الايجابية لحرب تشرين 1973
2. البدايات في ذاكرة فائز إسماعيل(أول كتاب صدر عن تاريخ بدايات حزب البعث)1978
3. في العضوية الحزبية 1980
4. مع البعث بدايات ومواقف. 1982
5. الحركة العربية الواحدة قضية وتصورا.1982
6. دراسات سياسية في الوحدة.1984
7. نحو حزب وحدوي اشتراكي. 1986
8. دراسات سياسية في الحرية 1987
9. النظام العالمي الجديد.1992
10. بين القوميين والإسلاميين.1993
11. الوحدوي الثقافي 1994
12. بدايات حزب البعث في العراق1997.
13. مع القضية العربية سلسلة منذ 1987–1997
14. في المعركة أيضاً.2007
15. القومية العربية تحت المجهر – الجزء الأول. 2008
16. القومية العربية تحت المجهر – الجزء الثاني.2009
17. رسالة الإسلام بين القومية والعالمية.2009
18. بين التراث والمتوارث.2010
19. الديمقراطية والشورى.2011

إضافة إلى التقارير التي كان يقدمها للمؤتمرات الدورية وهي /17/ سبعة عشر تقريراً مقسمة بين التقرير السياسي والتنظيمي والفكري.
إضافة لإصداره عشرات الكراسات من (الوحدوي الاشتراكي) والذي كان يحمل الشعار: أنر الزاوية التي أنت فيها بدءا من اسرتك.
حاضر في جامعة روما بدعوة رسمية من عمادة الجامعة في إيطاليا حول ( العلاقات التاريخية بين سورية والمشرق العربي وبين روما ) ومُنِحَ شهادة الدكتوراه الفخرية.
- كما حاضر في الرباط في المغرب العربي عام 1982م بمؤتمر يتعلق بالتراث العربي بمحاضرة أصبحت فيما بعد كتاب عنوانه ( نحن بين التراث والتجديد ).
- كما دعي إلى مؤتمر بالجزائر عام 1987م فألقى محاضرة أصبحت كتاباً عنوانه ( وحدة القوى التقدمية).
- كما ألقى العديد من المحاضرات في لبنان عن (( الحركة العربية الواحدة)) و في القضايا الفكرية والثقافية.
- وعن العراق صدر له كتاب وثائقي عنوانه ( بدايات حزب البعث في العراق )
- إضافة لمئات المحاضرات والندوات في سورية تحتاج إلى جهد كبير لجمعها وإعادة إصدارها تستفيد منها الأجيال العربية.:[2]